# Ruben Visser
Ruben Visser (* 21. Februar 1989 in Amsterdam) ist ein professioneller niederländischer Pokerspieler. Er gewann 2013 das Main Event der European Poker Tour und 2014 das Main Event der Master Classics of Poker.

## Persönliches
Visser spielte in seiner Jugend erfolgreich Feldhockey. Er studierte Business und Marketing an der Erasmus-Universität in Rotterdam. Visser lebt in Amsterdam.

## Pokerkarriere
Visser begann während seines Studiums mit Poker. Er spielt seit März 2007 auf der Onlinepoker-Plattform PokerStars unter dem Nickname rubenrtv. Er zahlte zu Beginn 100 US-Dollar ein und baute sich mit dem Spielen von ein US-Dollar teuren Sit-and-Gos eine Bankroll auf. Im September 2008 gewann er ein Turnier der World Championship of Online Poker mit einer Siegprämie von rund 135.000 US-Dollar. Ende Mai 2013 setzte er sich bei einem Event der Spring Championship of Online Poker durch und sicherte sich aufgrund eines Deals mit vier anderen Spielern ein Preisgeld von knapp 170.000 US-Dollar.
Seine erste Geldplatzierung bei einem Live-Turnier erzielte Visser Ende März 2008 in Prag. Ende Juni 2009 belegte er beim Main Event der World Poker Tour in Barcelona den mit 13.440 Euro dotierten elften Platz. Ende April 2010 wurde er bei einem Side-Event der European Poker Tour (EPT) in Monte-Carlo Zweiter und erhielt mehr als 170.000 Euro. Im Juli 2011 war Visser erstmals bei der World Series of Poker im Rio All-Suite Hotel and Casino am Las Vegas Strip erfolgreich und erreichte im Main Event, das in der Variante No Limit Hold’em gespielt wird, den siebten Turniertag. Dort schied er auf dem 44. Platz aus, der mit knapp 200.000 US-Dollar bezahlt wurde. Beim Main Event des PokerStars Caribbean Adventures auf den Bahamas gelang Visser im Januar 2012 der Sprung an den Finaltisch, den er als Achter für über 150.000 US-Dollar beendete. Anfang Februar 2012 belegte er bei einem Turnier der EPT in Deauville den zweiten Rang und erhielt 152.000 Euro. Mitte März 2013 gewann Visser das EPT-Main-Event in London. Dafür setzte er sich gegen 646 andere Spieler durch und sicherte sich aufgrund eines Deals mit zwei anderen Spielern ein Preisgeld von umgerechnet knapp 900.000 US-Dollar. Ende November 2014 siegte er auch beim Main Event der Master Classics of Poker in Amsterdam und erhielt eine Siegprämie von 225.000 Euro. Seine bis dato letzte Live-Geldplatzierung erzielte Visser im November 2018.
Insgesamt hat sich Visser mit Poker bei Live-Turnieren knapp 2,5 Millionen US-Dollar erspielt.